# تام هافمن
تام هافمن (هلندی: Thom Hoffman؛ زادهٔ ۳ مارس ۱۹۵۷) یک بازیگر سینما، عکاس، و هنرپیشه اهل هلند است.
از فیلم‌ها یا برنامه‌های تلویزیونی که وی در آن نقش داشته است می‌توان به کتاب سیاه، سینتل و شدومن اشاره کرد.